# Lycopodiella

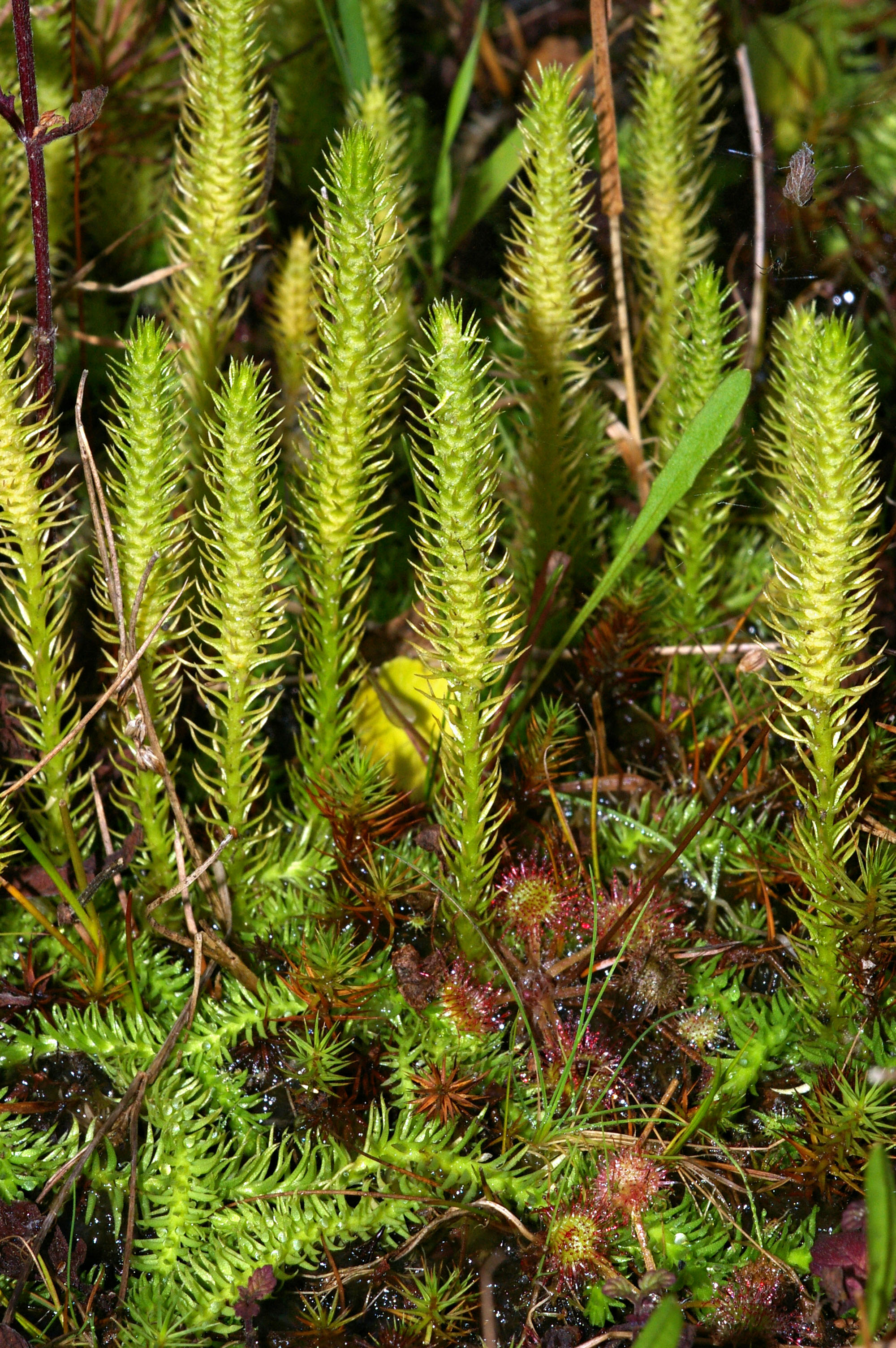
Lycopodiella inundata

Lycopodiella este un gen taxonomic de plante ce trăiesc în regiuni umede de smârcuri. Ele fac parte din familia Lycopodiaceae.

## Specii
- Lycopodiella affinis
- Lycopodiella alopecuroides
- Lycopodiella appressa
- Lycopodiella bradei
- Lycopodiella brevibracteata
- Lycopodiella brevipedunculata
- Lycopodiella camporum
- Lycopodiella carnosa
- Lycopodiella caroliniana
- Lycopodiella cernua
- Lycopodiella contexta
- Lycopodiella descendens
- Lycopodiella diffusa
- Lycopodiella ericina
- Lycopodiella geometra
- Lycopodiella glaucescens
- Lycopodiella hainanense
- Lycopodiella hydrophylla
- Lycopodiella inundata
- Lycopodiella iuliformis
- Lycopodiella lateralis
- Lycopodiella lehmannii
- Lycopodiella limosa
- Lycopodiella margueritae
- Lycopodiella mariana
- Lycopodiella pendulina
- Lycopodiella prostrata
- Lycopodiella pungens
- Lycopodiella raiateense
- Lycopodiella riofrioi
- Lycopodiella salakensis
- Lycopodiella serpentina
- Lycopodiella steyermarkii
- Lycopodiella subappressa
- Lycopodiella suffruticosa
- Lycopodiella tomentosa
- Lycopodiella torta
- Lycopodiella trianae